# Полицаите от края на града
„Полицаите от края на града“ е български комедиен сериал, излъчващ се по Нова телевизия през 2018 година. Продуциран е от „Глобъл Филмс“.
Сериалът и сценарият му са вдъхновени от испанския сериал „Хората на Пако“.

## Сезони
| Сезон | Сезон | Епизоди      | Премиера     | Финал       | ТВ Сезон      | Време на излъчване |
| ----- | ----- | ------------ | ------------ | ----------- | ------------- | ------------------ |
|       | 1     | 19           | 9 март       | 25 май      | 2018 (пролет) | петък, 21:00       |
| 6     | 1     | 16 септември | 30 септември | 2018 (есен) | неделя, 20:00 |                    |

След премиерата му през 2018 г. по „Нова телевизия“ сериалът е излъчен още три пъти по същата телевизия – от юни 2019 г., от януари 2022 г. и от септември 2024 г.

## Актьорски състав

### Главен състав
- Герасим Георгиев – Геро – Пламен Пламенов – Пацо
- Стефания Колева – Корнелия Пламенова – Нели
- Румен Угрински – Калоян Милев – Калата
- Кристиян Милатинов – Кристиян Колев – Крис
- Милица Гладнишка – Вирджиния Горанова – Джиджи, съседка на семейство Пламенови и приятелка на Нели
- Йоана Кирчева – Кристина Пламенова
- Анна Петрова – Вили Пламенова, майка на Пацо
- Александра Раева – Силвия Желязкова, бивша съпруга на Крис
- Ненчо Балабанов – Борислав Костов
- Димитър Рачков – Ангел Господинов – Ачо
- Васил Василев-Зуека – Благой Трифонов – Гого
- Албена Михова – Маргарита Желева – Марги
- Алексей Кожухаров – Константин Марков – Къци
- Павел Иванов – Кико, син на Джиджи
- Радослав Владимиров – Гришо, син на Джиджи, брат на Кико
- Красимир Ранков – главен комисар Стефан Желязков
- Мария Игнатова – Ина, бивша съпруга на Калата

### Гостуващи
- Виктор Калев – Марчев, защитен свидетел
- Станислав Пищалов – Кмет
- Диян Мачев – Коце
- Емил Марков – Доктор
- Марта Вачкова – Медицинска сестра
- Калин Сърменов – Тачо Поляков – Поляка
- Роберт Янакиев – Солтарийски
- Даринка Митова – Госпожа Брезинска
- Боян Арсов – Жоро, най-добър приятел на Кико и Гришо
- Милен Николов – Марин Рашев
- Лидия Вълкова – Евлогия, майката на Калата
- Иван Панайотов – „Хирурга“ – убиец
- Божидар Христов – Веселинов
- Даниела Маринова – Съседка
- Мартин Радоев – Съсед
- Даниел Цочев – Водещ на търг
- Александър Христозов – Умиращ
- Антон Царев – Купувач
- Димитър Иванов – Експерт
- Тодор Доцев – Байчев
- Георги Георгиев – Македонеца
- Владимир Маринов – Контакт македонец
- Здравко Димитров

## Сюжет
Внимание:  Текстът по-долу разкрива сюжета на произведението (или части от него)!
Сезонът започва с гигантския гаф на Пацо, Крис и Калата, заради който ги понижават и преместват от централното РПУ в ново районно „на края на града“ – РПУ ЗАПАД, което е под ръководството на Стефан Желязков, тъстът на Пацо. Освен това Пацо получава и нов екип от новобранци (Ачо, Гого, Къци и Марги), които не са никак лесни за контролиране, дори да не броим факта, че Марги се влюбва в инспектора. С любов неочаквано се сблъсква и Крис, който внезапно осъзнава, че дъщерята на Пацо е луда по него и не спира да му го доказва. Освен това той има проблеми с бившата си жена Силвия, също дъщеря на Желязков, която поема лабораторията в участъка. Разногласия с бившата си съпруга Ина има и Калата – той още я обича, но тя не иска и да знае за него, дори е издействала ограничителна заповед. За да спести на майка си разочарованието да го види сам, Калата си намира фалшива приятелка – Вирджиния („Джиджи“), съседката на Пацо и стара приятелка на жената на инспектора. Само че нещата между тях потръгват неочаквано добре, особено когато бащата на един от синовете ѝ излиза от затвора. Междувременно Пацо научава за чувствата на дъщеря си към свако ѝ, а Марги издава своите симпатии към Пацо на целия участък, което кара останалите да измислят сложен план, за да ѝ помогнат, който обаче се обръща срещу тях. Нещата завършват с това, че Господинов се оказва на среща с Марги, въпреки че твърди, че има сериозна приятелка от 7 години. Крис и Силвия си припомнят щастливите моменти от брака си, което води до временно възобновяване на отношенията им, а Пацо трябва да се справи с последствията от объркването на Марги и увлечението на дъщеря си.

В последните три епизода действието се развива няколко седмици след събитията в „Сръбската мафия: Втора част“. Крис и Силвия имат тайна връзка, Господинов все още не знае как да скъса с Марги, а Криси отчаяно се опитва да забрави чичо си. Пацо убеждава Крис да остане в квартал Запад, въпреки напрежението между него и Криси. Джиджи събира смелост да каже на Калата какво чувства към него, докато той самият трябва да се прави на жена за две операции под прикритие. Силвия не знае с кого иска да бъде, но Крис я напуска, а Марин изчезва в Пловдив, след като разбира, че му е изневерявала. Силвия смята, че е бременна, но се оказва фалшива тревога. Костов започва да показва симпатии към нея и я кани на вечеря. Нели се привързва към момиче на име Мира и се опитва да я осинови, но една провалена акция на Пацо осуетява намеренията им. Калата и Джиджи най-сетне се събират. Появява се братът близнак на Господинов – Антон – и Марги по грешка преспива с него, мислейки го за Ангел. Криси решава да замине за Лондон за две години, за да се отдалечи от обекта на чувствата си. Крис започва да осъзнава, че се влюбва в Криси и му се иска да я задържи, но не знае как да го направи, тъй като това най-вероятно би провалило приятелството му с Пацо.

## Епизоди
| Пореден номер | Дата на премиерното излъчване | Заглавие                               | Телевизия      |
| ------------- | ----------------------------- | -------------------------------------- | -------------- |
| 1 и 2         | 09.03.2018                    | Късметът                               | Нова телевизия |
| 3 и 4         | 16.03.2018                    | Тайната квартира                       | Нова телевизия |
| 5 и 6         | 23.03.2018                    | 56 кила кока                           | Нова телевизия |
| 7 и 8         | 30.03.2018                    | Операция Мики Маус                     | Нова телевизия |
| 9 и 10        | 06.04.2018                    | Инстинктът                             | Нова телевизия |
| 11 и 12       | 13.04.2018                    | Апокалипсисът                          | Нова телевизия |
| 13 и 14       | 20.04.2018                    | Къртицата                              | Нова телевизия |
| 15            | 27.04.2018                    | Място под слънцето                     | Нова телевизия |
| 16            | 04.05.2018                    | Мълчанието на ченгетата: Първа част    | Нова телевизия |
| 17            | 11.05.2018                    | Мълчанието на ченгетата: Втора част    | Нова телевизия |
| 18            | 18.05.2018                    | Сръбската мафия: Първа част            | Нова телевизия |
| 19            | 25.05.2018                    | Сръбската мафия: Втора част            | Нова телевизия |
| 20 и 21       | 16.09.2018                    | Работа на терен                        | Нова телевизия |
| 22 и 23       | 23.09.2018                    | Сектата                                | Нова телевизия |
| 24 и 25       | 30.09.2018                    | Вени, Види, Цици (Убийцата с прашките) | Нова телевизия |